# Clara Tott
Clara Tott, född 1440, död 1520, var en tysk sångare och hovdam, morganatisk gemål till Fredrik den segerrike av Pfalz.